# Civray
Civray é uma comuna francesa na região administrativa do Centro, no departamento Cher. Estende-se por uma área de 40,92 km². Em 2010 a comuna tinha 928 habitantes (densidade: 22,7 hab./km²).